# Анокина, Людмила Григорьевна
Людми́ла Григо́рьевна Ано́кина (21 ноября 1919 — 13 июля 2012) — советская легкоатлетка и тренер.
Заслуженный мастер спорта СССР (1951), заслуженный тренер СССР (1963). Выступала за Ленинград — спортивные общества «Буревестник», «Искра».
Серебряный призёр чемпионата Европы 1946, чемпионка СССР 1945 в метании копья; в 1945 году установила рекорд СССР, превышающий мировой (результат не был зарегистрирован в качестве мирового рекорда, так как СССР ещё не был членом IAAF).
В 1952—1982 годах — тренер сборной СССР; кандидат педагогических наук (1968).

## Биография
Родилась 21 ноября 1919 года в деревне Нововознесенка Татарского уезда Томской губернии (ныне — Татарский район Новосибирской области).
С 1922 года проживала в Петрограде.
В детстве, которое прошло на Ржевке, Людмила была очень спортивной — играла в волейбол, баскетбол, футбол, русский хоккей, бегала, прыгала, ходила на лыжах. После окончания школы она поступила в Высшую школу тренеров ГОЛИФКа им. П. Ф. Лесгафта. На вступительных экзаменах Людмила метнула гранату за 50 м, после чего принимавший экзамен Леван Сулиев посоветовал ей заниматься метанием копья, он же стал её тренером. Через год Людмила выполнила норматив мастера спорта.
В 1941 году Анокина окончила Высшую школу тренеров и стала преподавать в ГОЛИФКе. Одновременно она продолжала учёбу (окончила ГДОИФК в 1945 году).
Во время Великой Отечественной войны в институте началась подготовка бойцов. Первую блокадную зиму Анокина провела в Ленинграде: она вела лыжную подготовку командного состава, была начальником пункта по сбору лыж у населения.
В марте 1942 года Анокина вместе с институтом эвакуировалась по Дороге жизни. Сначала прибыли в Нальчик, вскоре из-за немецкого наступления пешком перешли в Кутаиси, а затем переправились в Тбилиси. Потом институт переехал во Фрунзе; оттуда Анокина выезжала в командировки для проведения занятий с отправлявшимися на фронт бойцами.
После возвращения в Ленинград Анокина продолжила тренировки у Сулиева, но по методике, разработанной Зосимой Синицким. Уже через год таких тренировок результат был блестящим. В сентябре 1945 года Анокина в Киеве сначала выиграла чемпионат СССР, а через несколько дней установила рекорд СССР (48,39 м), превысив предыдущий рекорд Клавдии Маючей (45,88 м) и мировой рекорд немки Аннелизе Штайнхойер (был установлен в 1942 году — 47,24 м). Газеты писали: «Девушка из блокадного Ленинграда побила мировой рекорд немецкой спортсменки».
На следующий год Анокина, проиграв Маючей, была второй на чемпионате Европы (45,84 м против 46,25 м) и на чемпионате СССР (46,53 м против 47,46 м). В течение 10 лет (1944—1953) результаты Анокиной попадали в десятку лучших результатов сезона в мире.
38 лет Анокина преподавала в ГДОИФК имени П. Ф. Лесгафта, в 1968 году защитила кандидатскую диссертацию «Исследование особенностей подготовки женщин в метании копья». В 1978 году она перешла в ШВСМ старшим тренером по многоборью. Соавтор учебника «Лёгкая атлетика» (1977).
Скончалась 13 июля 2012 года. Похоронена на Пискаревском кладбище Санкт-Петербурга.

## Спортивные достижения
|       | Метание копья | Метание копья |
| Место | Результат     |               |
| ----- | ------------- | ------------- |
| 1946  | 2-е место     | 45,84 м       |

|       | Метание копья | Метание копья |
| Место | Результат     |               |
| ----- | ------------- | ------------- |
| 1945  | чемпионка     | 45,39 м       |
| 1946  | 2-е место     | 46,53 м       |

Рекорды СССР
```
метание копья      48,39  
выше РМ
   19.09.1945   
Киев
```

## Тренер
Воспитанники
- Ермоленко-Гринвальд, Галина Кононовна — рекордсменка мира в беге на 80 м с барьерами (1955).
- Москаленко, Мария — чемпионка СССР 1967 в метании копья.
- Поповская, Людмила Николаевна — чемпионка СССР 1976 в пятиборье.

## Награды
- Медаль «За трудовую доблесть» (27.04.1957) — «за успехи, достигнутые в деле развития массового физкультурного движения в стране, повышения мастерства советских спортсменов, и успешное выступление на международных соревнованиях»
- «Медаль За оборону Ленинграда» (1944)

### Спортивные результаты
- Лёгкая атлетика. Справочник / Составитель Р. В. Орлов. — М.: «Физкультура и спорт», 1983. — 392 с.
- Людмила Анокина — статистика на сайте Track and Field Statistics  (англ.)